# Animal de servicio

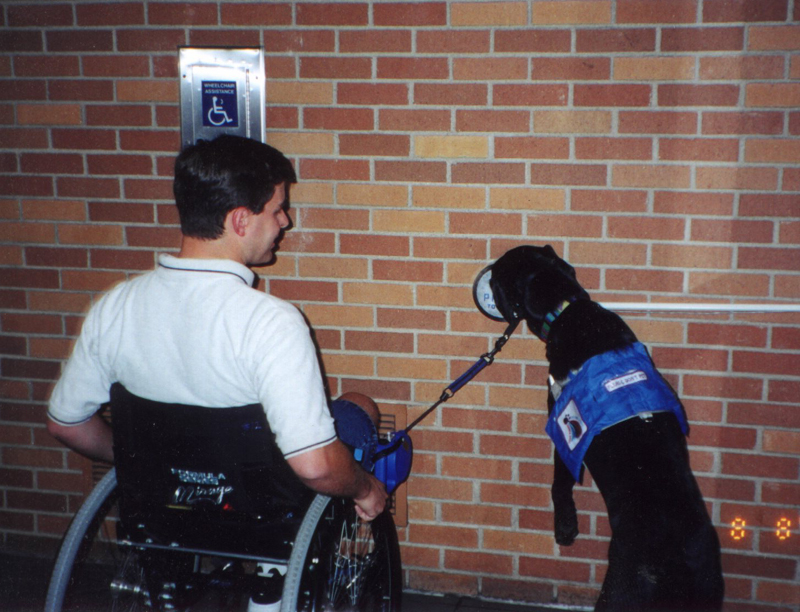
Este perro de servicio ha sido entrenado para presionar un botón para abrir una puerta eléctrica para su dueño que usa silla de ruedas.

Los animales de servicio o SVAN son animales que han sido entrenados para hacer cosas para ayudar a las personas con discapacidades. Los animales de servicio también pueden llamarse animales de asistencia, animales de apoyo o animales de ayuda, dependiendo del país y de lo que haga el animal.

## Tipos
Existen tres tipos básicos de animales de asistencia:
1. Guiar a los animales, como los perros guía, que guían (guían) a las personas ciegas
2. Animales que oyen, como los perros que oyen, que ayudan a los sordos haciéndoles señas cuando oyen sonidos importantes
3. Animales de servicio, que trabajan para personas con discapacidades que no son ciegas o sordas

En los Estados Unidos, a partir de los cambios de 2011 en el reglamento de la Ley de Estadounidenses con Discapacidades (Americans with Disabilities Act), solo los perros pueden ser utilizados como animales de servicio con el propósito de ir a lugares públicos. Sin embargo, en ciertas situaciones se supone que los caballos en miniatura se alojan de la misma manera que los animales de servicio que son perros. El gobierno de los Estados Unidos no reconoce el derecho de usar cualquier otra especie como animal de asistencia en lugares públicos donde las mascotas no serían permitidas excepto en aviones comerciales.

### Perros
Los perros pueden ser entrenados para hacer muchas cosas diferentes para ayudar a los dueños con discapacidades físicas. Por ejemplo, algunos perros pueden ser entrenados para ello:
- Sentir que su dueño va a tener una convulsión y ayudarlos de diferentes maneras (ver perro de respuesta a las convulsiones)
- Sentir que el nivel de azúcar en la sangre de su dueño está bajando, y alertarlos para que revisen su nivel de azúcar en la sangre
- Obtenga ayuda de cierta persona, active una alarma o llame al 911 con un teléfono especial si su dueño tiene una emergencia.
- Haga cosas para los propietarios en sillas de ruedas, como presionar botones (vea la imagen en la parte superior de la página), abrir un refrigerador, llevar bolsas, abrir la puerta y muchas otras tareas.
- Ayudar a las personas que tienen problemas para caminar a mantenerse firmes y a caminar con seguridad

Los perros también pueden ser entrenados para ayudar a los dueños con discapacidades psiquiátricas (de salud mental). Por ejemplo, algunos perros pueden ser entrenados para ello:
- Llevar medicamentos a una persona que está teniendo un ataque de pánico
- Traiga un teléfono portátil o llame al 911 o a una línea directa para el suicidio en un teléfono especial si su dueño se siente suicida (quiere suicidarse).
- Despertar a una persona con TEPT que está teniendo un terror nocturno
- Se dan cuenta cuando su dueño se enoja o se pone ansioso, les hace señas y trata de distraerlos (por ejemplo, dándoles un codazo o lamiéndoles la cara).

Estos son solo ejemplos de algunas de las cosas que los perros de servicio pueden hacer. Los perros de servicio también pueden ser entrenados para hacer muchas, muchas más cosas para personas con todo tipo de discapacidades.

### Caballos en miniatura
Los caballos en miniatura son caballos que por lo general miden menos de tres pies de altura. Pueden ser entrenados para ello:
- Guía a un propietario ciego, como lo haría un perro guía[6]
- Tire de una silla de ruedas
- Ayudar a apoyar a un propietario con la enfermedad de Parkinson, lo cual puede hacer que sea difícil caminar y fácil caerse. Al apoyarse en el caballo, el propietario puede caminar con más facilidad y seguridad.

Un dueño puede elegir un caballo en miniatura como animal de servicio porque es alérgico a los perros, o porque su religión dice que los perros son inmundos. Los caballos en miniatura también pueden vivir y trabajar durante unos 30 años, mucho más que un perro de servicio. 

### Monos capuchinos
No se permiten en edificios con una política de "no animales". Pueden ser usados en casa o fuera de ella, donde cualquier animal es permitido, pero bajo la revisión 2011 de la ADA, solo los caninos y en algunos casos los caballos en miniatura, son legalmente reconocidos como animales de servicio de acceso público.

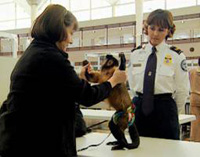
Un agente de la TSA de los Estados Unidos inspecciona un mono de servicio antes de un vuelo.

Los monos capuchinos pueden ser entrenados para hacer cosas con sus manos, como:
- Recogiendo cosas
- Apertura de las manijas de las puertas
- Encender los interruptores de la luz
- Pasar las páginas de un libro
- Microondas para abrir botellas de comida y bebida
- Lavar la cara de su dueño

Los monos ayudantes pueden ser útiles para las personas que tienen problemas para usar las manos y los brazos, como las personas con cuadriplejia, lesiones muy graves de la médula espinal, lesiones muy graves en las manos y los brazos y esclerosis múltiple.

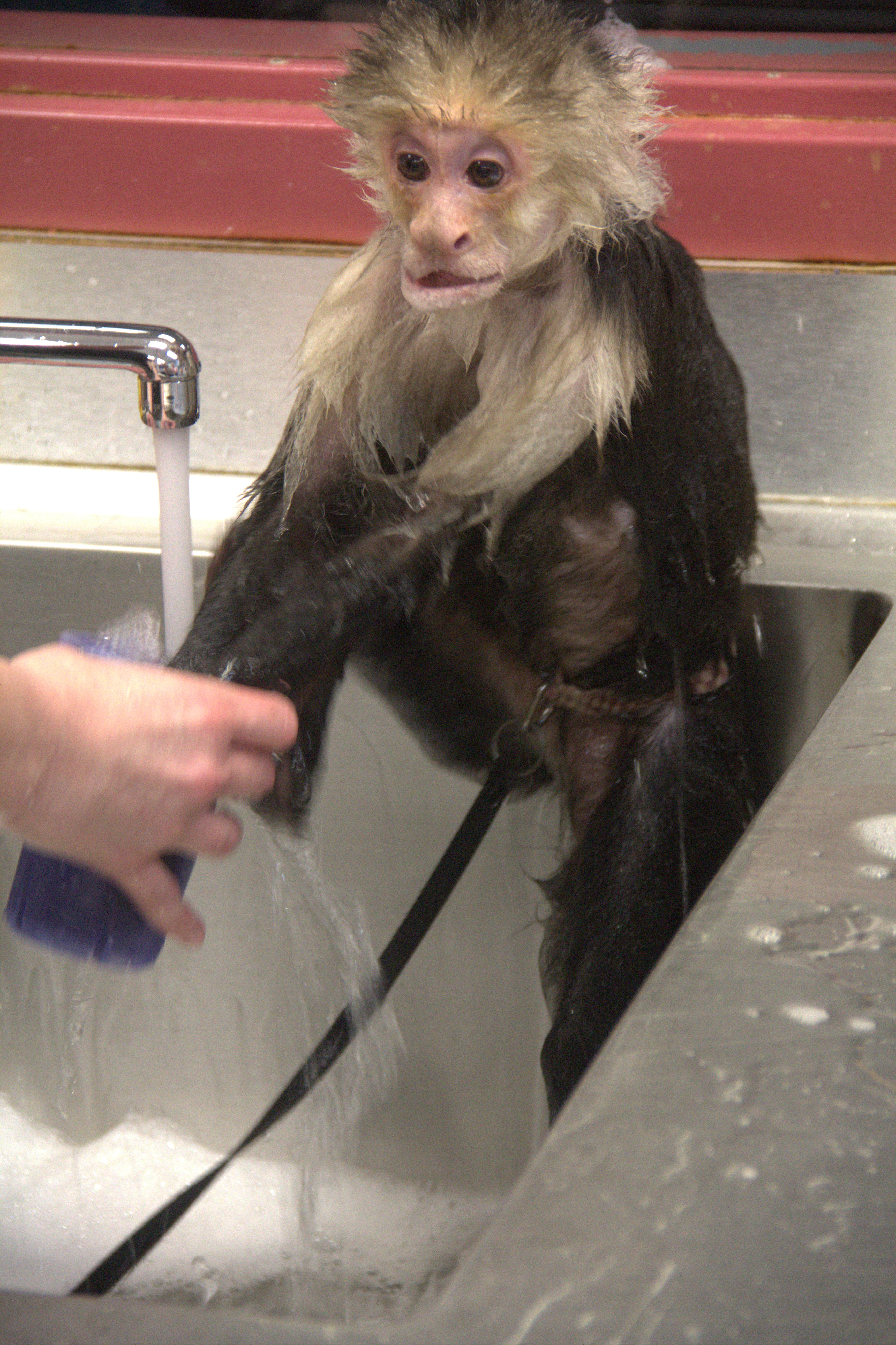
Servicio de Ayudantes de Mono - Servicio de Ayudantes de Mono lavándose a sí mismo

Los monos ayudantes generalmente se crían en un hogar humano cuando son bebés. Luego reciben años de capacitación, generalmente en escuelas de organizaciones privadas. En promedio, tardan 7 años en entrenarse. Por lo general, pueden servir como monos ayudantes durante 25-30 años (dos o tres veces más que un perro de servicio).
No todos están de acuerdo en que los monos deben ser animales de servicio. Debbie Leahy, gerente de protección de vida silvestre en cautiverio de la Humane Society of the United States, dice que los monos no son verdaderos animales de servicio y que a veces son abusados durante su entrenamiento.
En los Estados Unidos, los monos ayudantes tampoco se cuentan como animales de servicio bajo la mayoría de las leyes.

## Animales que no pueden ser animales de servicio
Si un animal no ha sido entrenado para hacer un trabajo o tarea que ayudará a una persona con una discapacidad, no puede ser un animal de servicio.
Algunas personas con problemas de salud mental, como ansiedad o TEPT, usan diferentes tipos de animales para darles consuelo (hacerlos sentir mejor) cuando están molestos. Estos animales se denominan "animales de consuelo" (o "animales de apoyo emocional").
Algunas personas usan animales de consuelo inusuales, como serpientes, tarántulas, conejillos de indias, tortugas y ratas. Incluso si tener al animal hace que el dueño se sienta mejor, estos animales no pueden ser animales de servicio porque es imposible entrenarlos para hacer algo para ayudar a una persona con una discapacidad.
Incluso si un animal de consuelo es un perro o un caballo en miniatura, ser un animal de consuelo no es lo mismo que ser un animal de servicio. Los animales de confort hacen que sus dueños se sientan mejor con solo estar allí. Un animal de servicio es entrenado para reconocer que hay un problema y hacer el trabajo para el cual fueron entrenados para ayudar a su dueño. Por ejemplo, un perro de servicio psiquiátrico reconocería que su dueño se siente molesto y haría un trabajo específico, como buscar medicamentos, buscar ayuda o distraer a la persona para ayudarla.

## Leyes en los Estados Unidos
En los Estados Unidos, los animales de servicio tienen alguna protección bajo la ley. Diferentes leyes establecen reglas sobre animales de servicio en diferentes situaciones. Por ejemplo, la Ley de Estadounidenses con Discapacidades (ADA) rige el uso de animales de servicio en lugares públicos. Otras leyes, por ejemplo, controlan qué animales de servicio están permitidos en los establos. Pero estas leyes diferentes no están de acuerdo en lo que se considera un animal de servicio.

### La Ley de Estadounidenses con Discapacidades (ADA)
En 1990, los Estados Unidos aprobaron la Ley de Estadounidenses con Discapacidades (ADA). Su objetivo era proteger los derechos de las personas con discapacidad. Al principio, solo mencionaba a los perros guía como animales de servicio. Desde entonces, se ha cambiado para incluir más protecciones. Ahora define un animal de servicio como cualquier "perro que está entrenado individualmente para hacer trabajo o realizar tareas para personas con discapacidades".
Esto significa que solo los perros cuentan como animales de servicio bajo la ADA. Sin embargo, hay una sección especial en el nuevo ADA sobre los caballos en miniatura. Esta sección dice que los lugares cubiertos por la ADA (como los negocios) deben permitir caballos en miniatura "cuando sea razonable". Para decidir si permitir que un caballo en miniatura entre en un lugar es "razonable", esos lugares pueden usar cuatro preguntas:
1. ¿Está domesticado el caballo en miniatura?
2. ¿Está el caballo en miniatura bajo el control de su dueño?
3. ¿El lugar tiene espacio para el caballo en miniatura?
4. Si se permite la entrada del caballo en miniatura, ¿seguirá cumpliendo el lugar todas sus normas y requisitos de seguridad?

Si la respuesta a las cuatro preguntas es "sí", el lugar necesita dejar entrar al caballo en miniatura y tratarlo como un animal de servicio.
Aparte de los perros de servicio y los caballos en miniatura de servicio, ningún otro tipo de animal de asistencia está protegido bajo la ADA.

#### Protecciones para animales de servicio
Bajo la ADA, es ilegal negarse a dejar entrar a un animal de servicio o a su dueño:
- Cualquier negocio
- Cualquier agencia gubernamental
- Cualquier "alojamiento público" (cualquier lugar donde se permita al público ir), como cines, museos, centros comerciales, escuelas, parques y ambulancias.

En estos lugares, también es ilegal tratar a una persona con un animal de servicio de manera diferente a cualquier otra persona. A la persona con un animal de servicio no se le puede cobrar dinero extra, negar el servicio o mantenerlo separado de otras personas. Se le puede pedir a un animal de servicio que abandone uno de estos lugares solo si está fuera de control (por ejemplo, si es agresivo o orina en el interior). El animal tiene que estar atado con una correa, o controlado por la voz o las señales de su dueño, todo el tiempo. 
Nadie puede pedir prueba de que el animal es un animal de servicio. Los propietarios no tienen que llevar ningún documento especial o probar que su animal de servicio puede hacer una tarea especial. Si un propietario y un animal de servicio entran en uno de estos lugares, los trabajadores solo pueden hacer dos preguntas para asegurarse de que el animal es un animal de servicio y no una mascota:
1. ¿Es este un animal de servicio que usted necesita debido a una discapacidad? (A nadie se le permite pedirle al dueño que explique cuál es su discapacidad.
2. ¿Para qué trabajo o tarea está entrenado el perro?

Es legal entrenar a su propio animal de servicio en los Estados Unidos.
Los animales de servicio no reciben las mismas protecciones en la mayoría de las organizaciones religiosas. La mayoría de las organizaciones religiosas están exentas de los requisitos de la ADA, lo que significa que no tienen que obedecer la ADA.

### Otras leyes
Otras leyes tienen definiciones menos estrictas de qué animales cuentan como animales de servicio. Por ejemplo, la Ley de Acceso al Transporte Aéreo del Departamento de Transporte permite que "perros y otros animales de servicio" viajen con pasajeros en aerolíneas comerciales.
La Ley de Vivienda Justa también requiere que los proveedores de vivienda permitan animales de servicio (incluyendo animales de comodidad y apoyo emocional). Esta ley no dice que solo se permiten ciertos animales.

## Leyes en otros países

### México y Sudamérica
En la mayoría de los lugares de Sudamérica y México, el dueño o gerente del lugar decide si deja entrar a un animal de servicio. No hay leyes que protejan a los animales de servicio o a sus dueños. En áreas con muchos turistas, los perros de servicio son generalmente bienvenidos sin problemas. 
En Brasil, sin embargo, el Presidente creó una nueva ley sobre perros de servicio en 2006. La ley dice que todos los perros de servicio en Brasil deben poder ir a cualquier lugar donde el público pueda ir. El Metro de Brasilia (el sistema de transporte público brasileño) ha desarrollado un programa que entrena a perros guía para montarlo.

### Europa
Diferentes países europeos tienen diferentes leyes sobre animales de servicio. Algunos países tienen leyes que gobiernan a todo el país, y a veces diferentes partes del país se gobiernan a sí mismos.

### Australia
En Australia, la Ley de Discriminación por Discapacidad de 1992 protege legalmente a todos los adiestradores de perros de asistencia.
Sin embargo, con las leyes actuales, no siempre se permite que los dueños tengan sus animales de servicio con ellos en todas las situaciones. Cada estado y territorio tiene sus propias leyes, que tienen que ver principalmente con los perros lazarillos. Queensland ha introducido la Guide Hearing and Assistance Dog Act 2009, que protege a todos los perros de asistencia certificados.

### Canadá
En Canadá, cualquier animal de servicio se permite en cualquier lugar donde se permita al público en general, siempre y cuando el propietario tenga el control del animal. En Alberta, hay una multa de hasta $3000 para alguien que se niega a dejar entrar a un perro de servicio a un lugar donde todos los demás puedan ir.

### Corea del Sur
En Corea del Sur, la ley dice que los perros de servicio deben entrar en cualquier área que esté abierta al público. Las personas que infrinjan esta ley pueden ser multadas hasta por 2 millones de won (unos 1.691 dólares de los EE. UU.). 